# Vólnoye (Uspénskoye, Krasnodar)
Vólnoye (del ruso: Во́льное) es un seló del raión de Uspénskoye del krai de Krasnodar, en el sur de Rusia. Está situado entre la orilla izquierda del río Kubán y la derecha de su afluente el Urup, 19 km al noroeste de Uspénskoye y 175 km al este de Krasnodar, la capital del krai. Tenía 3 504 habitantes en 2010
Es cabeza del municipio Vólnenskoye, al que pertenecen asimismo Divni, Zarechni y Márino.

## Historia
La localidad fue fundada en 1901.

## Demografía
| 2002  | 2010  |
| ----- | ----- |
| 3 450 | 3 504 |

## Transporte
Al sur de la localidad se halla una plataforma ferroviaria en el ferrocarril del Cáucaso Norte.